# 郭澄 (1907年)
郭澄（1907年8月21日—1980年9月29日），字鏡秋，山西省陽曲縣人，中華民國政治人物，歷任中國國民黨中央民運特派員、三民主義青年團中央團部視導、三青團山西支團幹事長、山西省參議會副議長、行憲國民大會代表，1950年任中國國民黨中央改造委員會第七組主任掌管黨營事業與黨員經濟生活輔導，1952年任國民黨中央委員會副秘書長，隔年為國民黨臺灣省黨部主委，1958年任光復大陸設計委員會副秘書長，1959年任臺灣省政府委員兼秘書長，1965年任國民黨中央政策委員會秘書長，1966年代理國民大會秘書長，1972年為行政院政務委員。1976年出任研考會主委，1978年再任國民大會秘書長直至1980年逝世。

## 生平

### 大陸時期
郭澄生於清光绪三十三年農曆七月十三日，世居山西省陽曲縣上原村，父親郭雲亭爲國內著名金融家，初於河北省保定府經營錢莊，後於天津參加創設大清銀行，1912年辛亥革命成功後，大清銀行改爲官錢局，郭雲亭任經理職，晚年因不滿軍閥之倒行逆施而辭職返里，耕讀傳家。郭澄自幼受庭訓，早歲就讀於太原陽興中學，畢業後即投身於國民革命。1926年在山西省黨部領導下從事反共活動，隔年在太原領導、厲行清黨，中國國民黨陽曲縣黨部成立後任常務委員。1928年國民革命軍北伐成功，奉調北平市黨部工作，以「所學不足以濟世」之由，入北平中國大學政治系深造。1932年毕业後始任職中央民運特派員。1934年服務於鐵道部，旋調隴海鐵路工作。1937年中國抗日戰爭爆發，郭澄參加三民主義青年團工作，1939年3月參加中訓團二期受訓，以成績優異奉命返回山西主持青年支團部籌備處幹事兼代書記及山西省黨部委員。1940年10月調任中央團部視導，足跡遍全國十二省，歷盡艱險曾獲中央多次嘉獎。1945年3月復奉派擔任山西支團幹事兼書記。同年抗戰勝利，郭澄由晉西返回太原。1946年9月，三民主義青年團第二次全國代表大會在廬山召開，郭被選為中央幹事會幹事。1947年3月，山西支團舉行第一次代表大會，郭澄以高票當選為幹事，奉派爲幹事長。同年11月當選山西省參議會副議長，復當選第一屆國民大會代表。1949年第二次國共內戰太原失陷、多人殉國致使傷亡慘重，郭追隨行政院長閻錫山贊劃協助撤退，多所獻替。

### 臺灣時期
1950年9月，總裁蔣中正改造國民黨，郭澄獲提拔擔任中央改造委員兼第七組主任掌管黨營事業與黨員經濟生活輔導，任內使黨營事業轉虧為盈，並創立黨務工作人員保險，裨益黨工生活。1952年10月，中國國民黨七全會後調任中央委員會副秘書長。隔年五月改任中央第五組主任主管民運工作，改善農、漁、水利會等組織並整理各級人民團體，訂定統一民眾運動綱要。1954年1月當選臺灣省黨部主任委員辦理地方公職人員選舉。1955年郭在國民黨第八次全國代表大會當選中央委員，政府基於郭澄對地方情況瞭解至深且與各級民意代表和諧融洽，特於1959年遴派郭任職臺灣省政府委員兼秘書長，贊襄歷任主席推展地方自治、促進各項建設，溝通黨、政、民意機關間之關係、協調聯繫各廳、局處之意見，推進省政工作。1959年八七水災，臺灣中部地區損失嚴重，郭澄徒步深入災區督導救護，獲總統蔣中正頒授四等景星勳章、省政府頒發臺灣建設獎章。1963年調國防研究院第五期受訓，同年第九次全國代表大會連任中央委員，1965年中央政策委員會秘書長任內創立事先協調制度。1966年奉派任國民大會秘書長，並當選中央常務委員。1972年國民大會擧行第五次會議修改動員戡亂時期臨時條款授權總統訂頒辦法加強中央民意代表機構功能，郭澄因精心規劃大會事務工作獲國民黨中央委員會頒贈一等實踐獎章。同年蔣經國出任行政院院長邀請郭澄入閣任政務委員，1976年轉任行政院研考會主任委員，1978年嗣以國民大會第六次會議舉行在即，中央再度徵調郭澄回任國民大會秘書長主持會議，蔣經國於該次大會獲選為總統，會後中央委員會再頒綬郭澄一等實踐獎章。1980年9月29日上午3時55分病逝於臺北榮民總醫院，享壽74歲。同年10月14日上午10時在臺北中山堂光復廳舉行治喪會議，公推嚴家淦為治喪主席，是月26日上午於臺北市第一殯儀館景行廳舉辦公祭，發引安葬於金山安樂園。 

## 家庭
郭澄妻子王均田爲河南大學高材生，系出名門、勤儉治家，兩人育有長子郭力，為美國紐約市立大學土木工程碩士，主持工程顧問公司；媳堯愛真畢業於美國密西根大學政治系，育有長孫郭大中、次孫郭振中、孫女郭光中。